# 30 Hudson Street
30 Hudson Street – wieżowiec w Jersey City, w stanie New Jersey, w Stanach Zjednoczonych, o wysokości 238 m. Budynek został otwarty w 2004, posiada 42 kondygnacje.